# Raúl Torrealba
Raúl Fernando Torrealba del Pedregal (Puente Alto, 4 de diciembre de 1948) es un empresario y político chileno, exmilitante de Renovación Nacional (RN). Se  desempeñó como alcalde de la comuna de Vitacura durante seis periodos consecutivos, desde 1996 hasta 2021.

## Familia y estudios
Realizó sus estudios secundarios en Saint George's College y posteriormente en la Facultad de Derecho de la Universidad de Chile, sin recibirse de abogado. Fue jugador de rugby por el Country Club y luego se desempeñó como dirigente deportivo durante 18 años en el Club Deportivo Universidad Católica, y también como vicepresidente de la Asociación Nacional de Fútbol Profesional (ANFP).
Está casado con María Soledad Simonetti, con quien tuvo cuatro hijos. Es tío del politólogo y exdiputado de RN Sebastián Torrealba.

## Carrera política
Fue fundador del partido Renovación Nacional en 1987. Restablecida la democracia en Chile, fue elegido concejal por Las Condes para el periodo 1992-1996, durante la alcaldía de Joaquín Lavín.
En diciembre de 1996 resultó elegido como alcalde de Vitacura, siendo reelegido por otros cuatro periodos. En 2009 sometió a una consulta ciudadana los cambios al plano regulador de su comuna, la cual resultó desfavorable a la propuesta, siendo considerada una derrota política para Torrealba. Sin embargo, ello no le impidió ser reelecto en la elección municipal de 2012 por más del 80% de los votos.
Fue vicepresidente de Renovación Nacional entre 2001 y 2004. También fue presidente de la Asociación Chilena de Municipalidades, cargo que ejerció entre junio de 2011 y abril de 2013, cuando asumió como vicepresidente de la entidad.
Debido a la investigación penal que se desarrolla en su contra, a raíz de supuestas irregularidades en su gestión como alcalde, presentó su renuncia a Renovación Nacional en septiembre de 2021.

## Controversias

### Vitagate
El 18 de agosto de 2021 la nueva alcaldesa de Vitacura Camila Merino (Evópoli) denunció irregularidades en los programas municipales Vita que pertenecen a la gestión de Torrealba, denuncia que fue presentada a la fiscalía a finales de julio de ese año contra quienes resulten responsables y que en cuanto Merino se enteró de dichos antecedentes se puso en contacto con el Ministerio Público y la alcaldesa pidió que se realizara una auditoría externa. La investigación interna realizada por la División de Control detectó la falsificación de firmas presentadas por Domingo Prieto Urrejola (expresidente y representante legal del Consejo Local de Vitacura y exrepresentante de Vitasalud y Vitadeporte). Luego el 26 de agosto la Policía de Investigaciones incautó los computadores de la municipalidad los cuales pertenecían al director de Administración y Finanzas José Bucarey, al contralor municipal Sergio Beaumont Araya y a la directora de Desarrollo Comunitario Antonia Larraín Prieto. La PDI -a partir de la orden de la jueza Mariana Leyton Andaur, del Cuarto juzgado de Garantía de Santiago-, allanó también la casa de Torrealba de la cual se llevaron una serie de documentos, sin acceder a su computador personal ni su celular.
El 30 de agosto la Municipalidad de Vitacura presentó una querella al Cuarto Juzgado de Garantía de Santiago por presuntos delitos de malversación de caudales públicos y fraude al Fisco. Al día siguiente se hizo público el testimonio de Antonia Larraín Prieto (sobrina nieta de Domingo Prieto y amiga cercana de una de las hijas de Torrealba, María José Torrealba), quien se autodenunció el 19 de agosto de 2021 en la Fiscalía Oriente. En el mencionado testimonio Antonia Larraín reveló que inmediatamente luego de asumir su cargo como directora del Desarrollo Comunitario de Vitacura, en 2018, el exalcalde Torrealba le señaló que todos los meses recibiría un sobre con 5 millones de pesos en efectivo de parte de Prieto, y en algunas oportunidades de Arnaldo Cañas y César Silva (encargado por Prieto). También Antonia Larraín aseguró que Prieto le entregaba la suma de 3 millones de pesos en la semana de la chilenidad para que gastara en temas propios de celebración, pero que de dicha suma le sobraba siempre 1 millón aproximadamente que debía entregar en efectivo a Torrealba. El Cuarto Juzgado de Garantía de Santiago determinó alzar el secreto bancario de tres cuentas bancarias de Torrealba con el fin de verificar si sus movimientos financieros se condicen a sus ingresos como alcalde y sus inversiones. Previamente, la Contraloría General de la República ya había emitido un informe en marzo de 2021 que señalaba diversas irregularidades en el municipio.
El 9 de septiembre de 2021 la Policía de Investigaciones allanó, por orden de la jueza Cecilia Villanueva Pérez, la segunda vivienda de Torrealba ubicada en el lago Colico en la comuna de Cunco, Región de la Araucanía, donde se incautaron dispositivos electrónicos, computadores, celulares y dinero en efectivo. Trascendió que en el operativo se habrían encontrado fajos de billetes ocultos en las paredes de la vivienda, lo que fue posteriormente desestimado por el informe del procedimiento que la PDI evacuó al tribunal y la fiscalía, en el que se señala que no se efectuaron daños al inmueble.
Previamente, el 3 de septiembre de 2021, la jueza Francis Fell levantó el secreto bancario de Torrealba, por petición de la Fiscalía, revelando la existencia, entre otras, de una cuenta personal que el ex edil tenía en el Banco de Chile, con 2.300 millones de pesos, monto que se acumuló mayormente a partir de depósitos de dinero en efectivo. Esto fue contrastado con información del Servicio de Impuestos Internos, que señala que la renta de Raúl Torrealba como alcalde ascendía a los 3 millones y medio de pesos, lo que revela la inconsistencia entre sus ingresos como alcalde y los dineros acumulados en sus cuentas bancarias, a partir de varios depósitos que van desde 1 a 6 millones de pesos.

#### Reacciones
El 31 de agosto de 2021 a raíz de estas denuncias, el alcalde de Lo Barnechea Cristóbal Lira (UDI) solicitó a través de un oficio a la Contraloría General de la República «incorporar en su plan de auditoría la fiscalización de los recursos públicos otorgados por la Municipalidad de Lo Barnechea a sus corporaciones, organizaciones funcionales y asociaciones durante la gestión anterior y la actual», administración anterior que era presidida por el también militante de Renovación Nacional, el ex Delegado presidencial de la Región Metropolitana de Santiago Felipe Guevara. También Lira denunció ante el Ministerio Público el no pago de derechos de publicidad y ocupación de un letrero ubicado en calle Raúl Labbé, calculando un perjuicio de 1.800 millones de pesos entre 2017 y 2020.
En su declaración a la Fiscalía, Domingo Prieto apuntó a Felipe Guevara como autor del mecanismo de triangulación de dineros, mientras Guevara fue Director de Desarrollo Comunitario en Vitacura, cargo que desempeñó durante 12 años, antes de transformarse en alcalde de Lo Barnechea. Esta práctica (la entrega de sobres con dinero en efectivo a Torrealba) habría continuado, según Domingo Prieto, por quienes sucedieron a Guevara en el cargo, Renato Sepúlveda y Antonia Larraín. Asimismo, en su declaración a la Fiscalía, Domingo Prieto también afirmó que se desviaban dineros para campañas políticas, específicamente la campaña parlamentaria del RN Sebastián Torrealba, sobrino de Raúl Torrealba. Este último anunció acciones legales en pos de proteger su honra.
El 1 de septiembre el diputado por el Distrito N° 11 Tomás Hirsch (Acción Humanista) ofició a la Fiscalía Regional Metropolitana Oriente para ampliar la investigación de Vitacura a las comunas de Las Condes y Lo Barnechea, aseverando que se entregaron 14 mil millones de pesos a entidades privadas desde los municipios, transacciones que no fueron auditadas ni fiscalizadas. Al día siguiente, Hirsch junto a otros diputados presentaron un proyecto de ley que buscar darle a la Contraloría General de la República facultades para fiscalizar entidades privadas que reciban dineros públicos.
El 3 de septiembre la Contraloría General de la República solicitó un informe a las municipalidades de Vitacura y Las Condes sobre la entrega de subvenciones a organizaciones sociales entre 2019 y 2021; respecto a Lo Barnechea, el órgano contralor comentó que «hace cuatro meses iniciamos una amplia auditoría a dicho municipio». El 6 de octubre el concejo municipal de Vitacura decidió por unanimidad remover a Antonia Larraín Prieto como directora de Desarrollo Comunitario de la municipalidad.
El 27 de diciembre el partido Renovación Nacional, del cual Torrealba renunció en septiembre de ese mismo año, a través de un comunicado de prensa señaló que «estos hechos son graves y por lo tanto deben investigarse hasta las últimas consecuencias».
El miércoles 28 de diciembre de 2022, el Consejo de Defensa del Estado anunció la interposición de una querella criminal en contra de Torrealba y otros exfuncionarios de la Municipalidad de Vitacura, los exdirectores de Desarrollo Comunitario (DECOM) de dicho municipio, Renato Sepúlveda Nebel y Antonia Larraín Prieto; y de los directivos y/o funcionarios de organizaciones comunitarias que recibieron millonarias subvenciones públicas, Domingo Prieto Urrejola, César Silva Silva y Arnaldo Cañas González.
El jueves 29 de diciembre de 2022, la Municipalidad de Vitacura presentó una querella contra Torrealba por presunta malversación de fondos fiscales y lavado de activos. La querella también incluye a Renato Sepúlveda Nebel, Antonia Larraín Prieto, Domingo Prieto Urrejola —los últimos tres pertenecían al círculo de confianza del exalcalde—, y los contadores Augusto César Silva Silva y Arnaldo Cañas González.

## Historial electoral

### Elecciones municipales de 1992
- Elecciones municipales de 1992, para la alcaldía de Las Condes[35]

(Se consideran sólo los candidatos que resultaron elegidos para el Concejo Municipal)
| Candidato                     | Pacto                          | Partido | Votos  | %     | Resultado |
| ----------------------------- | ------------------------------ | ------- | ------ | ----- | --------- |
| Joaquín Lavín Infante         | Participación y Progreso       | UDI     | 34 234 | 31,06 | Alcalde   |
| Raúl Torrealba del Pedregal   | Participación y Progreso       | RN      | 14 715 | 13,35 | Concejal  |
| Esteban Tomic Errázuriz       | Concertación por la Democracia | PDC     | 14 554 | 13,21 | Concejal  |
| Ana María Illanes Oliva       | Participación y Progreso       | RN      | 10 000 | 9,07  | Concejala |
| Florencio Ceballos Bustos     | Concertación por la Democracia | PDC     | 5423   | 4,92  | Concejal  |
| José Antonio Gómez Urrutia    | Concertación por la Democracia | PR      | 4748   | 4,31  | Concejal  |
| María de la Luz Herrera Cruz  | Participación y Progreso       | UDI     | 1829   | 1,66  | Concejala |
| Francisco de la Maza Chadwick | Participación y Progreso       | Indep.  | 616    | 0,56  | Concejal  |

### Elecciones municipales de 1996
- Elecciones municipales de 1996, para la alcaldía de Vitacura.[36]

| Candidato                            | Pacto                                         | Partido | Votos  | %     | Resultado |
| ------------------------------------ | --------------------------------------------- | ------- | ------ | ----- | --------- |
| Raúl Torrealba del Pedregal          | Unión por Chile                               | RN      | 13 527 | 31,99 | Alcalde   |
| Alfonso Ríos Larraín                 | Unión por Chile                               | UDI     | 9703   | 22,95 | Concejal  |
| Patricia Alessandri Balbontin        | Unión por Chile                               | Ind.    | 5562   | 13,16 | Concejala |
| Sergio Hernández Gómez               | Concertación por la Democracia                | PDC     | 3015   | 7,13  | Concejal  |
| Teresa Montrone                      | Concertación por la Democracia                | PDC     | 2856   | 6,76  |           |
| Gastón Zagal Daroch                  | Concertación por la Democracia                | PPD     | 2187   | 5,17  |           |
| Sara Navas Bustamante                | Unión por Chile                               | RN      | 1941   | 4,59  | Concejala |
| Luisa del Carmen Recabarren Saavedra | Concertación por la Democracia                | PDC     | 619    | 1,46  |           |
| Fernando Borquez Uribe               | Concertación por la Democracia                | PRSD    | 568    | 1,34  |           |
| Fernando Eitel Polloni               | Independientes progresistas por Centro Centro | Ind.    | 459    | 1,09  |           |
| Rafael Correa                        | La Izquierda                                  | PC      | 409    | 0,97  |           |
| Óscar Torres Parada                  | Unión por Chile                               | Ind.    | 367    | 0,87  |           |
| Walter Junge Hammersley              | Opción Humanista                              | PH      | 365    | 0,86  |           |
| Mónica Neumann Wilson                | Unión por Chile                               | RN      | 321    | 0,76  | Concejala |

### Elecciones municipales de 2000
- Elecciones municipales de 2000, para la alcaldía de Vitacura.[37]

| Candidato                     | Pacto                          | Partido | Votos  | %     | Resultado |
| ----------------------------- | ------------------------------ | ------- | ------ | ----- | --------- |
| Raúl Torrealba del Pedregal   | Alianza                        | RN      | 31 237 | 69,36 | Alcalde   |
| Sergio Hernández Gómez        | Concertación por la Democracia | PDC     | 5020   | 11,15 | Concejal  |
| Gastón Zagal Daroch           | Concertación por la Democracia | PPD     | 2706   | 6,01  |           |
| Patricia Alessandri Balbontin | Alianza                        | UDI     | 1772   | 3,93  | Concejala |
| Paz Hiriart Morán             | Alianza                        | UDI     | 1049   | 2,33  | Concejala |
| Juan Izquierdo Bacarezza      | Alianza                        | RN      | 809    | 1,80  | Concejal  |
| Mónica Neumann Wilson         | Alianza                        | RN      | 748    | 1,66  | Concejala |

### Elecciones municipales de 2004
- Elecciones municipales de 2004, para la alcaldía de Vitacura.[38]

| Candidato                   | Pacto                          | Partido | Votos  | %     | Resultado |
| --------------------------- | ------------------------------ | ------- | ------ | ----- | --------- |
| Raúl Torrealba del Pedregal | Alianza                        | RN      | 31 055 | 74,74 | Alcalde   |
| Catalina Depassier Smith    | Concertación por la Democracia | PDC     | 9290   | 22,36 |           |
| León Suárez Maldonado       | Juntos Podemos                 | Ind.    | 1208   | 2,91  |           |

### Elecciones municipales de 2008
- Elecciones municipales de 2008, para la alcaldía de Vitacura.[39]

| Candidato                   | Pacto                    | Partido | Votos  | %     | Resultado |
| --------------------------- | ------------------------ | ------- | ------ | ----- | --------- |
| Raúl Torrealba del Pedregal | Alianza                  | RN      | 25 431 | 56.46 | Alcalde   |
| Rodolfo Terrazas González   | Independiente            | Ind.    | 14 557 | 32,32 |           |
| Fernando Borquez Uribe      | Concertación Progresista | PPD     | 3844   | 8,53  |           |
| Roberto Pérez Cristia       | Juntos Podemos Más       | PH      | 1208   | 2,68  |           |

### Elecciones municipales de 2012
- Elecciones municipales de 2012, para la alcaldía de Vitacura.[40]

| Candidato                   | Pacto              | Partido | Votos  | %     | Resultado |
| --------------------------- | ------------------ | ------- | ------ | ----- | --------- |
| Raúl Torrealba del Pedregal | Coalición          | RN      | 26 121 | 74,14 | Alcalde   |
| Fernando Borquez Uribe      | Por un Chile Justo | PPD     | 5068   | 14,38 |           |
| Álvaro Troncoso Olivares    | Más Humanos        | MAS     | 1379   | 3,91  |           |

### Elecciones municipales de 2016
- Elecciones municipales de 2016, para la alcaldía de Vitacura.[41]

| Candidato                   | Pacto         | Partido | Votos  | %    | Resultado |
| --------------------------- | ------------- | ------- | ------ | ---- | --------- |
| Raúl Torrealba del Pedregal | Chile Vamos   | RN      | 20 859 | 56,1 | Alcalde   |
| Rodolfo Terrazas González   | Independiente | Ind.    | 14 089 | 37,9 |           |
| Helena Gallegos Cordones    | Nueva Mayoría | PPD     | 1822   | 4,9  |           |
| Isidora Rivas Fernández     | Pueblo Unido  | PI      | 423    | 1,1  |           |